# Nationella framstegspartiet
Nationella framstegspartiet var ett moderatkonservativt parti i andra kammaren som bildades 1906 genom en utbrytning ur Lantmannapartiet. Ordförande var Hans Andersson i Nöbbelöv. 
Nationella framstegspartiets mål var att förena landsbygdens och städernas gemensamma intressen på ett bättre sätt än i det landsbygdsdominerade Lantmannapartiet. Antalet riksdagsledamöter var 42 vid grundandet, men sjönk efter hand till 30 år 1911. Efter andrakammarvalet 1911 återförenades partiet 1912 med Lantmannapartiet under det nya namnet Lantmanna- och borgarepartiet, som kom att kallas andrakammarhögern. Nationella framstegspartiet är därmed en av Moderata samlingspartiets historiska föregångare.